# 花雪
「花雪」（はなゆき）は、日本の音楽ユニット・smileY inc.の1枚目のシングル。2014年8月27日にエイベックス・ピクチャーズ内のレーベル・DIVE II entertainmentより発売された。

## 概要
社長兼ボーカルこと声優の大坪由佳と、秘書兼プロデューサーことクリエーターのゆうゆからなる企業系アーティスト・ユニットのsmileY inc.のデビューシングルで、表題曲の「花雪」は大坪が西御門多美役で出演するテレビアニメ『ハナヤマタ』のエンディング主題歌に起用された。
CD盤とCD+DVD盤の二形態で発売され、CD+DVD盤には「花雪」のミュージックビデオと『ハナヤマタ』のノンテロップエンディング映像、ミニアルバム「smile basket」のSPOT映像を収録したDVDが付属し、初回限定分のみスリーブ仕様となっている。

## 収録曲
| 全作詞・作曲・編曲: ゆうゆ。 |                                |        |            |      |
| #                            | タイトル                       | 作詞   | 作曲・編曲 | 時間 |
| 1.                           | 「花雪」                       | ゆうゆ | ゆうゆ     | 4:27 |
| 2.                           | 「花憐のスゝメ」               | ゆうゆ | ゆうゆ     | 4:15 |
| 3.                           | 「花雪」(instrumental)         | ゆうゆ | ゆうゆ     | 4:27 |
| 4.                           | 「花憐のスゝメ」(instrumental) | ゆうゆ | ゆうゆ     | 4:15 |
| 合計時間:                    | 合計時間:                      | 17:25  |            |      |

| #  | タイトル                                             | 作詞 | 作曲・編曲 |
| -- | ---------------------------------------------------- | ---- | ---------- |
| 1. | 「花雪」(ミュージックビデオ)                         |      |            |
| 2. | 「花雪」(『ハナヤマタ』ノンテロップエンディング映像) |      |            |
| 3. | 「smile basket」(SPOT映像)                           |      |            |